# Посідоній (кратер)

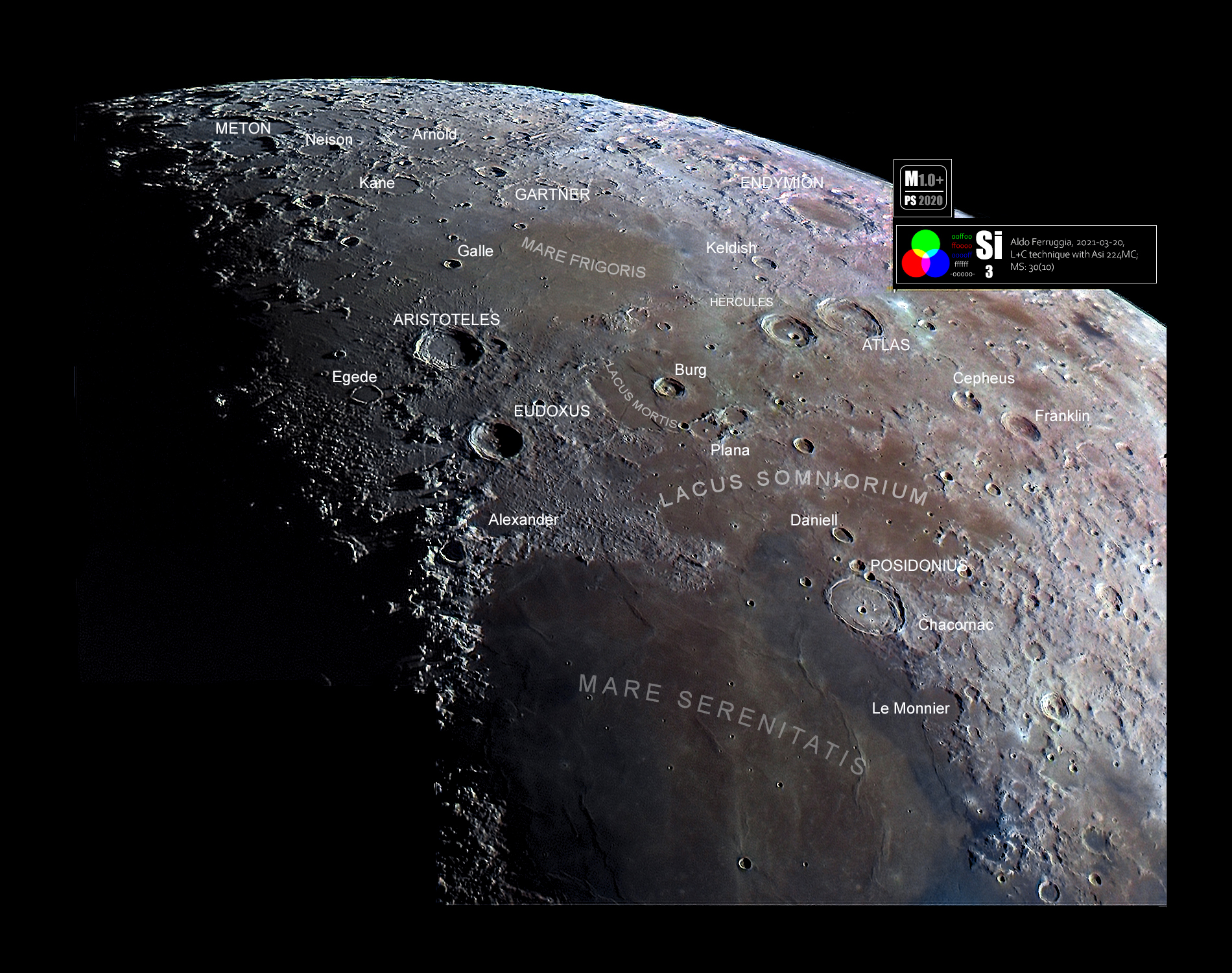
Селенохроматичне зображення (Si) області кратера

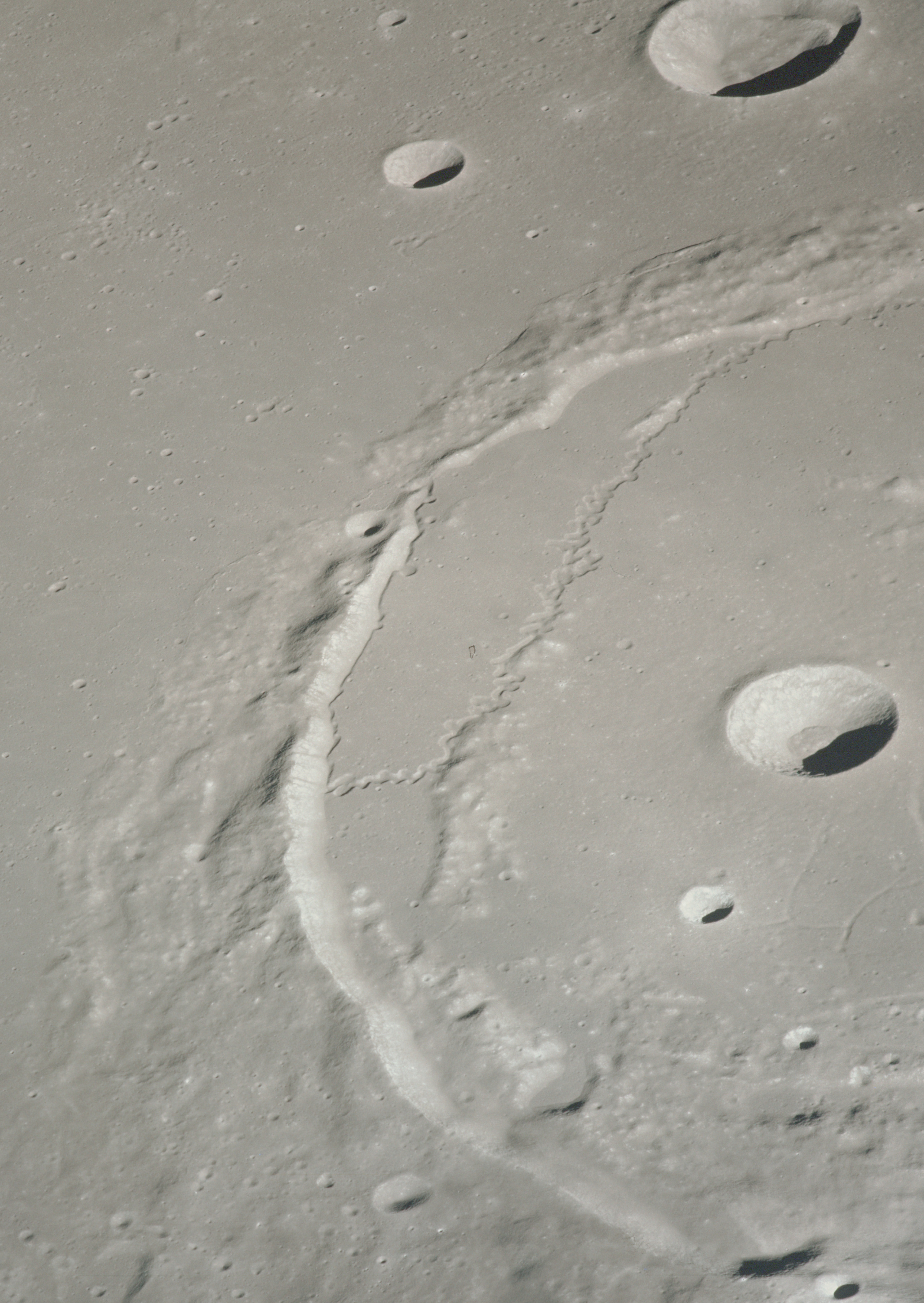
Похилий вид Посідонія з Аполлона 15. Звивиста Місячні борозни перетинає піднесене дно кратера, повертає назад і слідує за краєм до низької точки на західному краї.

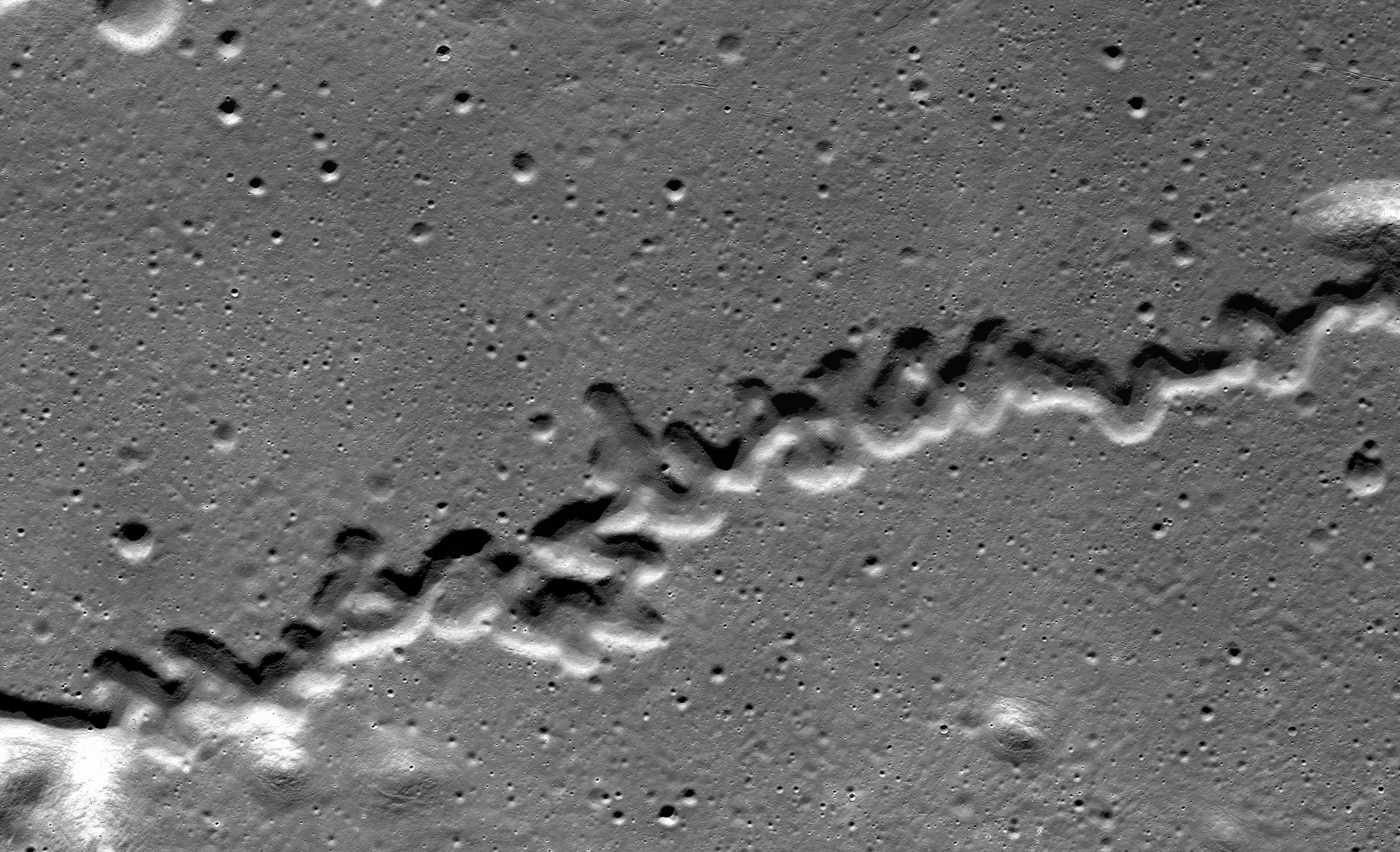
Частина звивистої борозни у Посідонія (зображення LRO).

Посідоній — місячний ударний кратер, розташований на північно-східному краю Моря Ясності, на південь від Озера Сновидінь. Він був названий на честь давньогрецького філософа і географа Посідонія з Апамеї. Кратер Чакорнак примикає до південно-східного краю, а на півночі — Даніель.

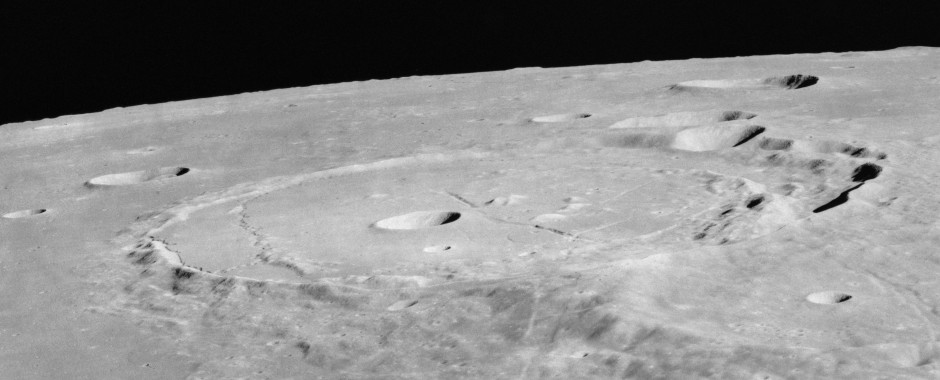
Косий вид Посідоній з Аполлона 17. Слід відзначити, що лава, яка затопила кратер, досягла його краю і явно знаходиться над рівниною моря на заході (ліворуч).

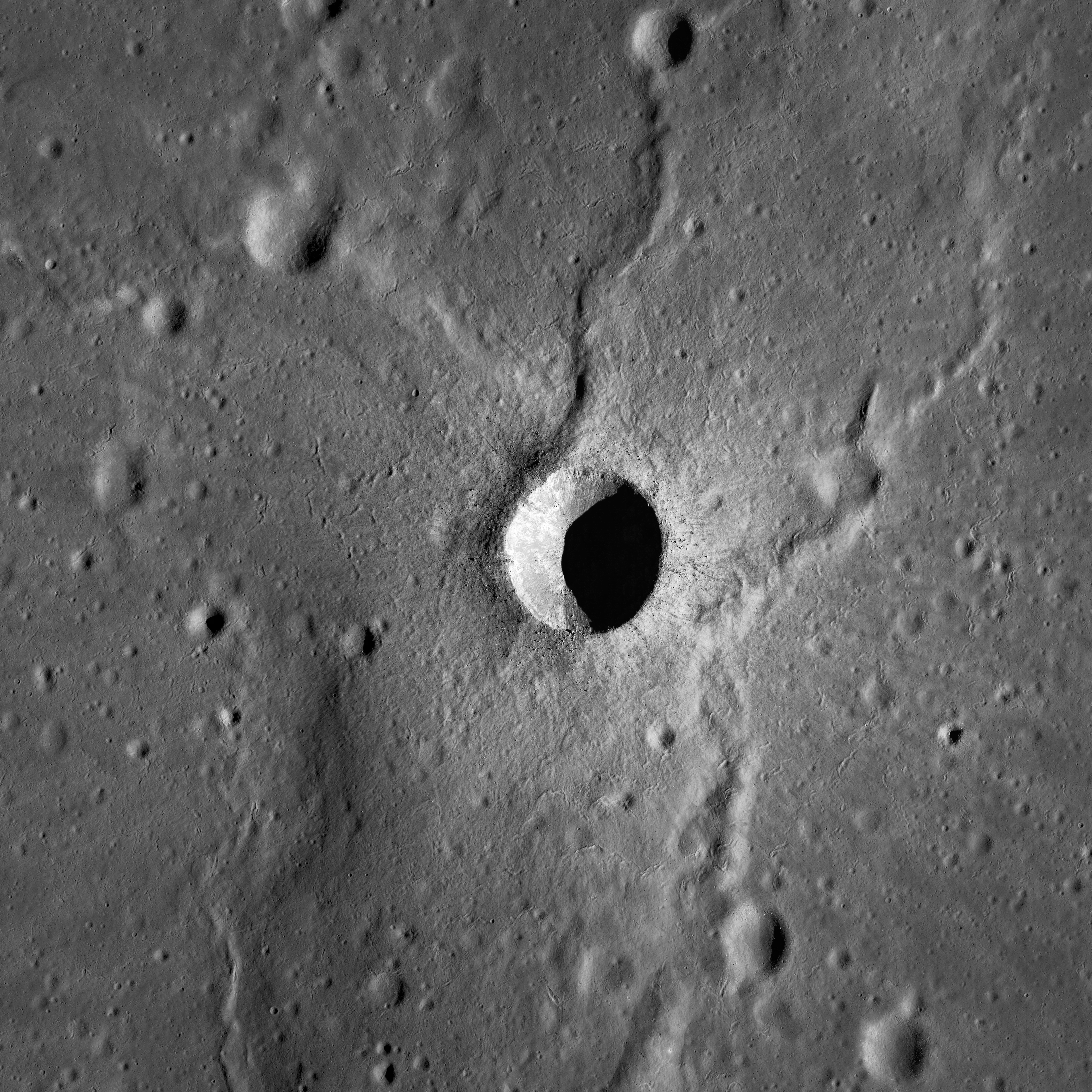
Пагорб γ Посідоня з кратером Посідоній Y (зображення LRO).

## Опис
Край Посідонія неглибокий і затемнений, особливо на західному краю, а внутрішній простір був перекритий потоком лави в минулому. Вали кратера все ще можна спостерігати на південь і схід від краю кратера, і меншою мірою на північ.
Існує менший напівкруглий край концентричного затопленого кратера всередині основного краю, зміщений до східного краю. Немає центральної вершини, але дно горбисте і пронизане системою борозен під назвою Рима Посідонія. Дно також трохи випукле через минуле підняття лави, яке також, ймовірно, утворило комплекс борозен. Північно-східний край переривається меншим кратером Посідоній B. Всередині краю кратера, трохи на захід від центру, знаходиться ще один менший кратер Посідоній A.
Посідоній — кратер верхньоімбрійського періоду.
На поверхні Моря Ясності біля Посідонія є помітна система зморшкуватих хребтів, які йдуть паралельно сусідньому берегу. Вони називаються Dorsa Smirnov. На вершині цих хребтів є невеликий кратер Посідоній Y, діаметром 2 км. Цей кратер оточений ділянкою матеріалу з високим альбедо, яка є системою променів. Цей пік раніше називався Гамма Посідонія (γ).
Гамма Посідонія вперше спостерігалась місячним картографом Юліусом Шмідтом у 1867 році, який помітив подібність до яскравої плями навколо кратера Лінне.

## Супутні кратери
За домовленістю ці об'єкти позначаються на місячних картах шляхом розміщення літери на тій стороні середини кратера, яка є найближчою до Посідонія.
| Посідоній | Координати                                                | Діаметр, км |
| --------- | --------------------------------------------------------- | ----------- |
| A         | 31°41′ пн. ш. 29°31′ сх. д. / 31.69° пн. ш. 29.52° сх. д. | 11.1        |
| B         | 33°10′ пн. ш. 31°01′ сх. д. / 33.16° пн. ш. 31.02° сх. д. | 14.1        |
| C         | 31°08′ пн. ш. 29°41′ сх. д. / 31.13° пн. ш. 29.69° сх. д. | 3.5         |
| E         | 30°33′ пн. ш. 19°42′ сх. д. / 30.55° пн. ш. 19.7° сх. д.  | 3.1         |
| F         | 32°49′ пн. ш. 27°08′ сх. д. / 32.82° пн. ш. 27.13° сх. д. | 6.0         |
| G         | 34°47′ пн. ш. 27°14′ сх. д. / 34.79° пн. ш. 27.23° сх. д. | 4.8         |
| J         | 33°48′ пн. ш. 30°47′ сх. д. / 33.8° пн. ш. 30.79° сх. д.  | 22.0        |
| M         | 34°22′ пн. ш. 30°01′ сх. д. / 34.36° пн. ш. 30.01° сх. д. | 9.3         |
| N         | 29°42′ пн. ш. 21°02′ сх. д. / 29.7° пн. ш. 21.04° сх. д.  | 6.2         |
| P         | 33°36′ пн. ш. 27°35′ сх. д. / 33.6° пн. ш. 27.58° сх. д.  | 14.7        |
| W         | 31°39′ пн. ш. 20°08′ сх. д. / 31.65° пн. ш. 20.13° сх. д. | 3.0         |
| Y         | 30°02′ пн. ш. 24°55′ сх. д. / 30.03° пн. ш. 24.91° сх. д. | 2.0         |
| Z         | 30°45′ пн. ш. 22°57′ сх. д. / 30.75° пн. ш. 22.95° сх. д. | 5.9         |